# デボラ数
デボラ数（デボラすう、Deborah number）は、レオロジーの分野で、物質の流動性を表す無次元量である。この量を初めて導入したのはアメリカのWhiteであるという説と、イスラエルのReinerである（''Physics Today''誌、 1964）という2つの説がある。その名は旧約聖書に登場する預言者デボラが、「山々が主の前に流れた」と歌ったとされていることに由来する。

## 定義
デボラ数De は物質の緩和時間と観察時間（代表時間）の比で定義される。緩和時間は物質の粘性／剛性率の比で表される。

## 物理的意味
物質の固体・液体の区別は観察の時間スケールと、物質の緩和時間との関係で変わるものである。
- De ≪ 1 ならば、緩和時間が小さいので物質は流れやすい、すなわち液体とみなすことができる。
- De  ≫ 1 ならば、物質は緩和せず流れにくい、すなわち固体とみなすことができる。

## 例

### コールタール
Parnellはコールタールのピッチを漏斗から垂らす実験を1927年に行った。2000年までにわずか8滴だけが漏斗から垂れ落ちたことが観察され、そこからピッチの粘度は108 Pa sであると計算された。しかしこれを通常の観察時間（数十秒程度）で観察すると固体にしか見えず、ハンマーで叩き割ることもできる。（ノーベル賞のパロディの）イグノーベル賞物理学賞を2005年に受賞している（イグノーベル賞受賞者の一覧#2005年を参照）。

### マントル
通常の感覚では山や大陸は動かないものだが、Wegenerによる大陸移動説によると、1年間で数mm～数cmずつ“流れて”いる。実際、マントルの粘度は1020～1022 Pa s、剛性率は約100 GPaといわれており、ここから緩和時間はおよそ1010 秒～300年程度と見積もられる。したがって、地球科学で扱われる数億年オーダーのスケールでは、これも液体と考えられるわけである。

### 氷河
Husmannら(2002)によると、条件にもよるが氷の粘度は1014 Pa s、剛性率は109 Paで、緩和時間は105 秒～約1日である。氷は通常は固体だが、氷河などは観察時間が長いので“流れる”。